# Goniolimon eximium
Goniolimon eximium är en triftväxtart som först beskrevs av Alexander Gustav von Schrenk, och fick sitt nu gällande namn av Pierre Edmond Boissier. Goniolimon eximium ingår i släktet Goniolimon och familjen triftväxter. Inga underarter finns listade i Catalogue of Life.